# Центральна телерадіостудія Міністерства оборони України

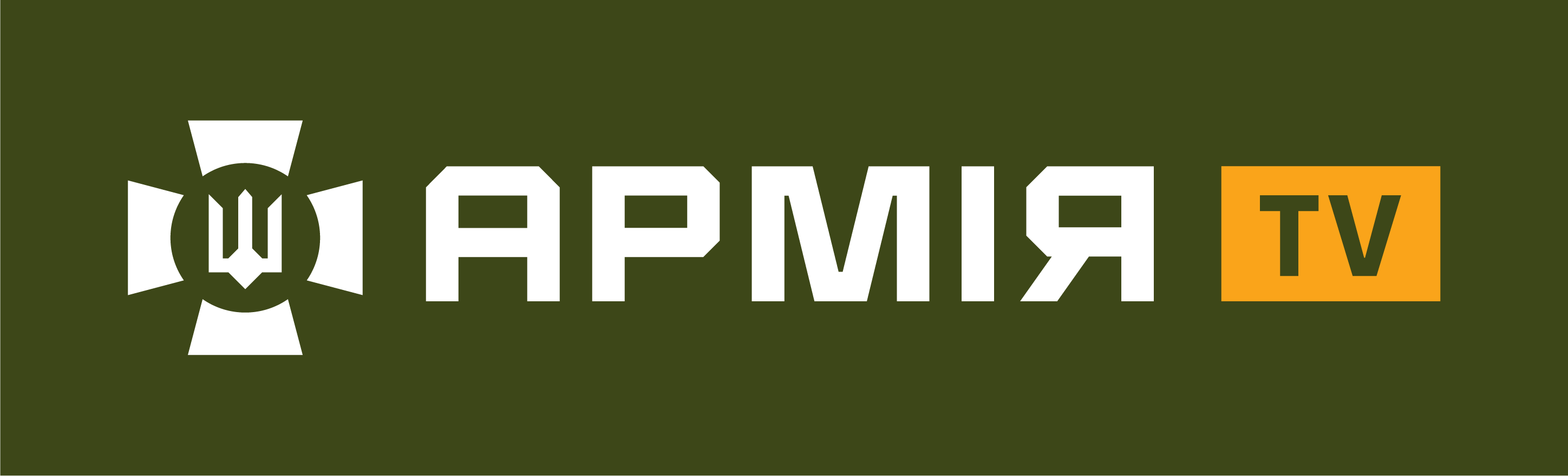

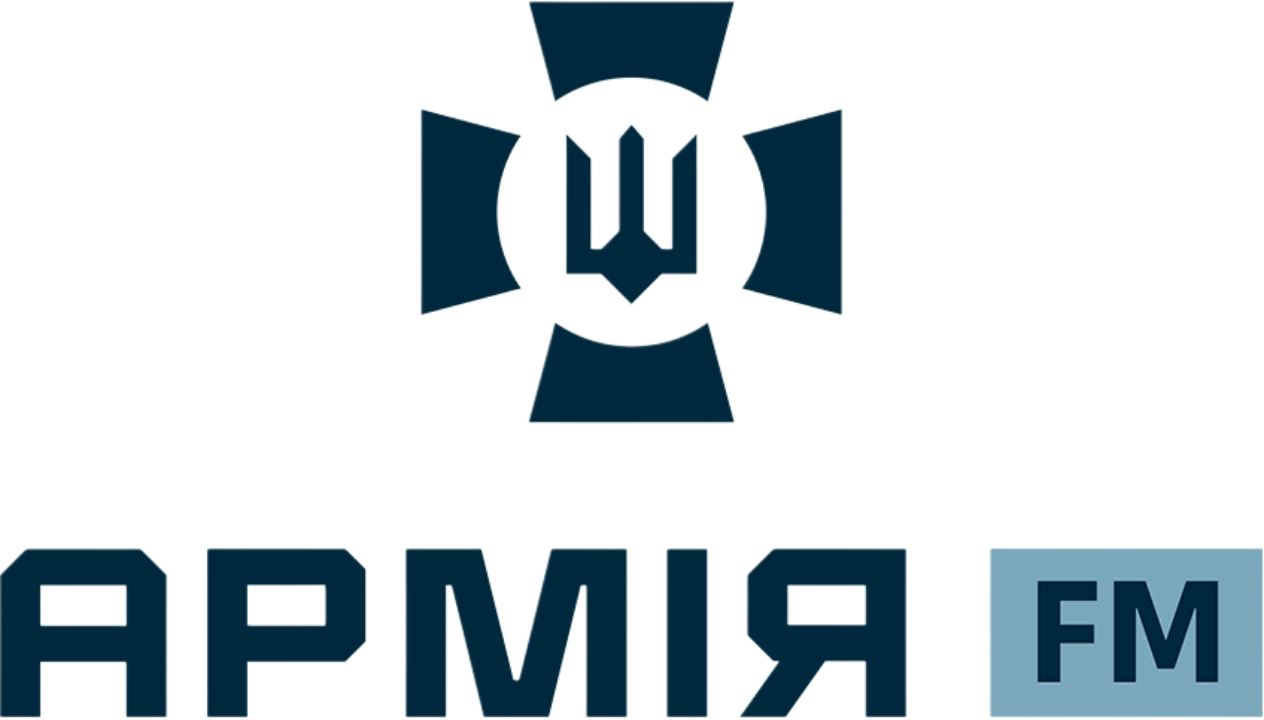

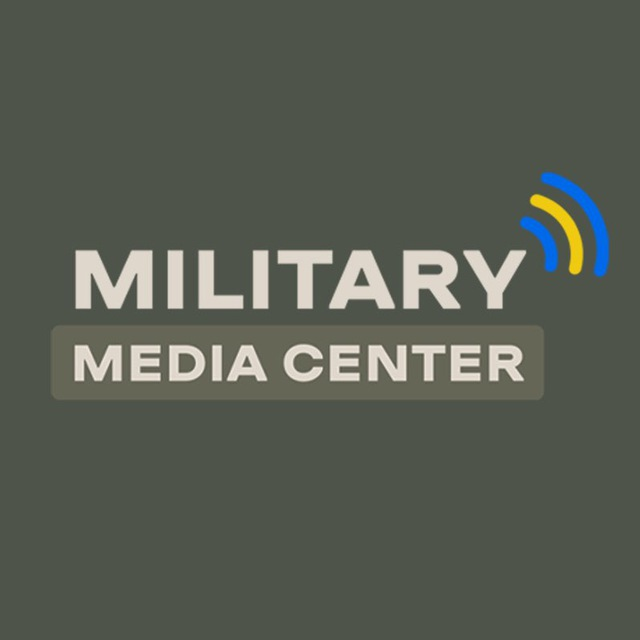

Центральна телерадіостудія Міністерства оборони України (ЦТРС МОУ) — установа, заснована Міністерством оборони України для надання сервісів лінійного аудіовізуального медіа, що забезпечує роботу військового телеканалу «Армія TV», військове радіо «Армія FM» та Military Media Center.

## Історія
Центральна телерадіостудія Міністерства Оборони була створена у 1994 році — внаслідок реорганізації радіостанції та редакції телерадіопрограм міністерства, які існували з 1992 року.
Очолив ЦТРС полковник Дмитро Повх. Головним редактором головної редакції телепрограм став підполковник Олександр Дріз. Штат телерадіостудії нараховував 156 військовослужбовців та 85 працівників.
Слоганом ЦТРС стало гасло «програми для людей в погонах».
У лютому 1995 року стався конфлікт ЦТРС із міністром оборони Валерієм Шмаровим, приводом для якого стали критичні сюжети, зняті її журналістами. 31 грудня 1995 року Повха заднім числом звільнили з лав Збройних Сил.
У 1996 році на ЦТРС проходив службу й історик, журналіст, а згодом сержант 13-ї бригади Нацгвардії «Хартія» Вахтанг Кіпіані.
У 2004 році Сергій Череватий очолив головну редакцію радіопрограм, а в 2005—2006 роках виконував обов'язки начальника ЦТРС.
У листопаді 2006 року на 17-му Міжнародному фестивалі військових кінодокументалістів в італійському Браччіано фільм «За други своя» режисера Віктора Гненного отримав перше місце у номінації «Кращий історичний фільм».
Довгий час ЦТРС була єдиною платформою, яка пропагувала Збройні Сили України. До початку 2014 року передачі військових журналістів розміщували лише деякі національні канали.
З початком агресії Росії проти України завдання ЦТРС змінилися. Головним з них стало інформування про хід бойових дій. Для цього телерадіостудія одразу відрядила своїх журналістів до зони АТО.
У 2015 році ЦТРС очолила полковник Яна Холодна. З її приходом були запущені кілька нових проектів, автор одного з яких, капітан Олексій Чубашев тимчасово виконував обов'язки начальника ЦТРС з листопада по грудень 2019 року. 10 червня 2022 року він загинув бою за Сєвєродонецьк на Луганщині.
1 березня 2016 року розпочало мовлення військове радіо Армія FM. Трансляція покривала зону антитерористичної операції в Донецькій та Луганській областях на FM хвилі.
З початком широкомасштабного вторгнення, редакція ЦТРС «стала на казарму». Інформацію давали щогодинно — у форматі коротких оглядів. Кількість підписників Youtube-канала військового телебачення, що спочатку складала 225 тисяч підписників, за три місяці зросла втричі.
Нині Центральна телерадіостудія Міністерства оборони — це дві потужні платформи Військове телебачення та Армія FM, а також Military Media Center — майданчик для проведення інформаційних заходів.

## Проєкти
5 червня 1994 року на телеканалі УТ-1 вийшов перший сюжет до програми «Служу народу України». Повноцінно однойменна програма почала виходити щотижня у 1995 році.
У лютому 2003 року Центральна телерадіостудія у співпраці з НАТО запустила проєкт «Територія безпеки», який розповідав про євроатлантичну інтеграцію до НАТО. Автором ідеї був Ігор Рудич, а ведучими — Сергій Череватий та Богдан Сеник. Програма виходила до 2007 року у щотижневому форматі на «Першому національному».
Серед проектів, створених журналістами ЦТРС були також програми «ДМБ» («Доблесть. Мужність. Благородство») та «Захисник Вітчизни».
У 2015 році були запущені програми «Будемо жити», «Техніка війни», «ProВійсько», а згодом «Vоїн — це я». Проєкт «Рекрут» у форматі реаліті-шоу показував кладі процес рекрутингу до ЗСУ та розповідав про підрозділи різних родів і військ Збройних Сил.
Навесні 2022 року Військове телебачення випускало 10 проєктів, зокрема «Під прицілом», «Озброєння», «Воєнкор. Велика Визвольна війна», «За поребриком», «Воїн», «Сила спротиву», «Невідомий фронт» та «Такмед».
Загальний список проєктів ЦТРС з 2014 року:
- «Техніка війни»
- «Рекрут»
- «Школа війни»
- «Будемо жити»
- «Ти в ЗСУ»
- «Pro Військо»
- «Армія сьогодні»
- «Фронт.Ua»
- «Info наступ»
- «Рух Опору»
- «Поради з безпеки»
- «Батinside»
- «Право знати»
- «[Не]Відомий фронт»
- «Поетичний фронт»
- «Психологія війни»
- «Лінія фронту»
- «Під прицілом»
- «Озброєння»
- «Воєнкор. Велика Визвольна війна»
- «За поребриком»
- «Воїн»
- «Сила спротиву»
- «Невідомий фронт»
- «Такмед»

## Керівництво
У 1994—1996 роках ЦТРС очолював Дмитро Повх, в 1996—2005 — Олександр Тереверко.
В 2005—2006 роках обов'язки начальника ЦТРС виконував Сергій Череватий.
В 2006—2010 роках телерадіостудію очолював Владлен Литвиненко, в 2010—2013 — Ігор Кошель, 2013—2015 — Олена Лебеденко-Матвєскас.
У 2015—2019 роках Центральною телерадіостудією керувала Яна Холодна, з листопада по грудень 2019 року обов'язки начальника тимчасово виконував Олексій Чубашев
Також ЦТРС очолювали Віктор Гром та Олександр Гайн.
В 2024—2025 роках обов'язки начальника ЦТРС виконував Сергій Жуковський, з 2025 року виконує Сергій Камінський.